# ياجي الأول
كان علي ياجي دان تساميا (بالإنجليزية: Yaji I)‏ ملكًا ولاحقًا أول سلطان لسلطنة كانو، (ولاية كانو بشمال نيجيريا حاليا). ياجي الأول حكم من 1359 إلى 1385 م. في عام 1350، اعتنق ياجي الإسلام، وتخلى عن عبادة الروحانيات التقليدية للهوسا التي تسمى عبادة تسومبورا، وأعلن كانو سلطنة. لقد سحق بعنف تمرد لاحق من قبل عباد الروحيين في معركة سانتولو، حيث شن عمليات الجهاد الإسلامي الأولى في إفريقيا السودانية. غزا كوارارافا والعديد من الممالك الهوسا حول كانو وضع البذور لهيمنة الكانو في بلاد السودان. توفي في عام 1385 بعد أن وضع البذور لسلطنة كانو في نهاية المطاف .

## روابط خارجية
- كانو اون لاين